# Alex Rafael
Alex Rafael (sinh ngày 1 tháng 1 năm 1988) là một cầu thủ bóng đá người Brasil.

## Sự nghiệp câu lạc bộ
Alex Rafael đã từng chơi cho Thespa Kusatsu.

## Thống kê câu lạc bộ

### J.League
| Đội            | Năm       | J.League | J.League | J.League Cup | J.League Cup | Tổng cộng | Tổng cộng |
| Đội            | Năm       | Trận     | Bàn      | Trận         | Bàn          | Trận      | Bàn       |
| -------------- | --------- | -------- | -------- | ------------ | ------------ | --------- | --------- |
| Thespa Kusatsu | 2012      | 10       | 3        | -            | -            | 10        | 3         |
| Tổng cộng      | Tổng cộng | 10       | 3        | 0            | 0            | 10        | 3         |